# Pisinna crawfordi
Pisinna crawfordi is een slakkensoort uit de familie van de Anabathridae. De wetenschappelijke naam van de soort is voor het eerst geldig gepubliceerd in 1901 door E. A. Smith.